# Hockeyvaders
Hockeyvaders is een zevendelige Nederlandse televisieserie die uitgezonden wordt door Videoland. De serie verscheen op 17 maart 2023 bij de streamingdienst van RTL. De regisseurs van Hockeyvaders zijn Idse Grotenhuis, Michiel de Jong en Ties Schenk. Het is een productie van Fiction Valley.

## Verhaal
Hockeyvaders vertelt het verhaal over een ogenschijnlijk chic hockeymilieu waarin drie hockeyvaders van middelbare leeftijd een wanhopig gevecht tegen de tijd voeren. De opwindende, veelbelovende levensfase waarin hun opgroeiende kinderen zich bevinden, maakt bij de drie vrienden een meedogenloze midlifecrisis los. De kijker wordt meegenomen in de hockeywereld die ondanks vastgeroeste machtsverhoudingen opgeschud wordt door de nieuwe generatie.

## Personages
| Acteur                    | Personage               |
| ------------------------- | ----------------------- |
| Tijn Docter               | JP Biesheuvel           |
| Remko Vrijdag             | Wouter van Velzen       |
| Walid Benmbarek           | Kasim El Ghazi          |
| Sanne Wallis de Vries     | Emma Biesheuvel         |
| Leona Philippo            | Djamilla Thielman       |
| Maaike Martens            | Suzanne El Ghazi        |
| Matteo van der Grijn      | Vincent Harteveld       |
| Carolien Karthaus-Spoor   | Saskia Harteveld        |
| Holly Mae Brood           | Chimène Paradisio       |
| Fockeline Ouwerkerk       | Martine Versteeg        |
| Tom Jansen                | Louwte de Graaf-Bentink |
| Damaris de Jong           | Anna-Sophie Biesheuvel  |
| Ellie de Lange            | Maartje Biesheuvel      |
| Sonia Eijken              | Zoë El Ghazi            |
| Reiky de Valk             | Yannick El Ghazi        |
| Zoë Love Smith            | Bo van Velzen           |
| Ole Kroes                 | Teun Biesheuvel         |
| Saar van Aken             | Nikkie Harteveld        |
| Annet Malherbe            | Trees Harteveld         |
| Teun Stokkel              | Teus-Jan                |
| Jim Bakkum                | Jordi Visser            |
| Valentijn Benard          | Floris Pijlman          |
| Olivia Lonsdale           | Elsemiek Gaastra        |
| Zineb Fallouk             | Bouchra El Ghazi        |
| Beau van Erven Dorens     | Govert de Graaf-Bentink |
| Roel Goudsmid             | Bas                     |
| Tessa du Mee              | Mildred                 |
| Fem Patreus               | Leonore                 |
| Gersom Kremer             | Laurens Hofman          |
| Patrick Stoof             | Eduard                  |
| Fenne van Schie           | Isa                     |
| Marian Mudder             | Denis                   |
| Peter Blok                | Maarten Beerensteyn     |
| Jan Willem Hofma          | Aannemer                |
| Mahjoub Benmoussa         | Salih                   |
| Viv Puype                 | Maud                    |
| Emiel de Jong             | Medewerker sportzaak    |
| Julien Croiset            | Ruben                   |
| Hanneke van der Paardt    | Verslaggeefster         |
| Lolu Ajayi                | Max                     |
| Yvonne van den Eerenbeemt | Bernadette              |
| Margje Wittermans         | Arts                    |
| Bruno Prent               | Sol                     |
| Casper Grimbrère          | Hannes                  |
| Ella Kamerbeek            | Collega JP              |
| Peter van Zadelhoff       | Nieuwslezer RTL         |
| Vivian Liebregts          | Collega Wouter          |